# Game Jolt
Game Jolt est une plateforme communautaire sociale pour les jeux vidéo, les joueurs et les créateurs de contenu, qui héberge des communautés gérées par des fans pour plus de 200 000 jeux vidéos. La plateforme accueille des centaines de milliers de créateurs et de joueurs des quatre coins du monde - depuis les joueurs débutants aux développeurs indépendants, en passant par des influenceurs de haut niveau et certains des studios les plus réputés du secteur. Game Jolt a été fondé par Yaprak et David DeCarmine.

## Historique
David a commencé le développement de Game Jolt en 2002 à l'âge de 14 ans. Son intention était de créer une plateforme pour les joueurs où les nouveaux jeux indépendants pourraient être découverts et rapidement jouables, et où les commentaires pourraient être fournis directement aux développeurs, leur permettant de continuer à améliorer leurs jeux. Lors de son lancement en juillet 2004, Game Jolt comprenait un système de comptes publics, des forums de jeux, un salon de discussion et une grande base de données de jeux, chaque jeu étant téléchargé avec l'autorisation de son créateur.
En décembre 2008, Game Jolt a ajouté un portail de distribution de jeux pour les jeux Flash, Unity et Java. Game Jolt a commencé à accepter les jeux HTML5 par navigateur en février 2013,,.
David DeCarmine a annoncé le 8 août qu'il travaillait à plein temps sur le développement de Game Jolt, quittant au passage son emploi chez Zulily (en).
Game Jolt Jams a été lancé au début de 2014 en tant que service permettant aux utilisateurs de créer leurs propres game jams qui s'intégraient au site principal,. Un nouveau site a été lancé en 2015 avec un design réactif, une curation automatisée à la fois pour les jeux et les articles d'actualité sur les jeux qui pèse le caractère récent du téléchargement d'un jeu et sa popularité (« hot ») et des options de filtrage sur les listes de jeux pour la plateforme, la cote de maturité et le statut de développement,.
En janvier 2016, Game Jolt a publié le code source du client et du front-end du site sur GitHub sous la licence MIT.
Un marché en ligne a été annoncé en avril 2016 et publié le mois suivant en mai, permettant aux développeurs de vendre leurs jeux sur le site.
En novembre 2014, Game Jolt a annoncé la game jam « Indies vs PewDiePie », en partenariat avec le populaire Youtuber Felix « PewDiePie » Kjellberg. Les développeurs ont eu un week-end (21-24 novembre) pour créer un jeu avec le thème « fun to play, fun to watch » pour s'adapter au style de divertissement Let's Play. Les utilisateurs pouvaient noter les entrées après jusqu'au 1er décembre, date à laquelle les scores ont été comptabilisés. Le prix pour les 10 jeux les mieux notés était que Felix joue les jeux sur sa chaîne comme moyen de promotion pour les développeurs, bien que plus tard il ait joué d'autres entrées.
Game Jolt s'est associé à Felix, Sean « Jacksepticeye » McLoughlin et Mark « Markiplier » Fischbach pour organiser « Indies vs Gamers » en juillet 2015. Les conditions de participation étaient des jeux d'arcade utilisant les tables de scores élevés GJAPI, à réaliser entre le 17 et le 20 juillet et les 5 meilleurs jeux étaient joués sur les chaînes YouTube des partenaires,,.
en 2022, Game Jolt s'associe avec Games Bavaria et Beamable, en partenariat avec Amazon Web Services (AWS), et a organisé en la « Champion Jam ». Les concours se déroula du 24 Juin 2022 au 1er juiller 2022 avec le thème « Champion ». Les enjeux sont multiples. La première équipe reçoit 3000$, le deuxième 2000$ et la troisième 1000$, toutes les trois ont le droit aussi à une présentation de leur jeu par des streamers sur la plateforme Twitch.tv et un pitch à des investisseurs. Un quatrième équipe pouvait être récompensée en lui offrant 1000$ pour le meilleur jeu utilisant Beamable.